# Haunting the Chapel
Haunting the Chapel (с англ. — «Преследуя церковь») — мини-альбом трэш-метал-группы Slayer, выпущенный в 1984 году на лейбле Metal Blade. Был записан в Голливуде продюсером Брайаном Слэйглом. На запись оказали влияние группа Venom, которой вдохновлялся Керри Кинг, и ударник Джин Хоглан, который помог ударнику Slayer, Дэйву Ломбардо, с игрой на двойном бас-барабане.
Хотя на альбоме было представлено всего три песни и он не вошёл в чарты, он оказался важным для группы в её ранний период. Критики отмечают заметную эволюцию звучания по сравнению с предыдущим альбомом (Show No Mercy). Haunting the Chapel продемонстрировал сложившийся «классический» стиль группы. Песни «Captor of Sin» и «Chemical Warfare» стали регулярно исполняться на концертах. Песня «Chemical Warfare» также вошла в список песен игры Guitar Hero: Warriors of Rock.

## Запись
Предыдущий альбом группы под названием Show No Mercy был продан тиражом около 40 000 копий, что было достаточно высоким результатом для лейбла, и потому продюсер Брайан Слэйгл решил выпустить мини-альбом с наиболее часто исполняемыми на концертах песнями Slayer: «Captor of Sin» и «Chemical Warfare». Альбом записывался в Голливуде со звукорежиссёром Биллом Метойером. Несмотря на то, что Метойер был христианином, его не интересовали тексты песен, однако когда вокалист группы Том Арайа начал запись со слов «Святой крест, символ лжи, запугивает родившихся христиан» (англ. The holy cross, symbol of lies, intimidates the lives of Christian born) и с прочих антихристианских лозунгов, Метойер думал, что за эту часть записи он попадёт в ад. Тексты были написаны Керри Кингом, который был вдохновлён группой Venom.
По словам Джина Хоглана, при записи альбома ударная установка была установлена на бетон и занимала все место в студии, из-за чего во время записи песни «Chemical Warfare» Дэйв Ломбардо просил его придерживать установку. Также Хоглан дал Ломбардо советы по игре на двойном бас-барабане, тем самым увеличив навыки и скорость игры Дэйва. Ударник Slayer уже тогда признавал его «замечательную» технику игры на двойном бас-барабане.
Во время записи Эдди Шрейер занимался мастерингом, а Винс Гутьеррес создавал обложку альбома. Фактически по количеству песен и длительности записи Haunting the Chapel больше похож на сингл, чем на мини-альбом, но тем не менее Брайан Слэйгл позже издал запись на CD, добавив четвертый трек «Aggressive Perfector».

## Музыкальный стиль
По мнению Джоэла Макайвера, Haunting the Chapel позволил Slayer «раз и навсегда» избежать сравнений с другой трэш-метал-группой Metallica благодаря открывающей песне «Chemical Warfare». Простой главный рифф, состоящий из трёх нот, оказался «абсолютно неотразим», а вокал Тома Арайа, который «заметно вырос» и начал отличаться от вокала Роба Хэлфорда, прекрасно дополнил его. Эту песню выделяют и другие критики, называя её «замечательной» и «классической». Однако Джоэл хвалит и остальные треки на альбоме: тон песни «Captor of Sin» он описывает как «анархический с первых нескольких секунд», а заглавную песню он называет «очередной холодной как лёд классикой трэш-метала».
По мнению AllMusic, звук альбома получился заметно тяжелее, чем на предыдущей записи группы (Show No Mercy), и заложил будущее звучание, и потому обозреватель охарактеризовал Haunting the Chapel «отправной точкой» творчества Slayer.

## Отзывы
Эдуардо Ривадавия из Allmusic дал альбому три звезды из пяти. Он утверждал, что альбом был очень важен для группы в её переходный период и дал направление к традиционному трэш-металлическому звуку.
Вокалист Карл Уиллетс из дэт-метал-группы Bolt Thrower утверждал, что этот альбом являлся источником вдохновения для его группы:

Я никогда не слышал ничего схожего с таким стилем игры на гитаре. Мы были панками и хэви-металлистами, и этот альбом был чужд нам. Другими группами, которые мы слушали, были Venom, Slaughter и Metallica. В итоге мы взяли все элементы музыкальности метала и агрессии панка и смешали их вместе.
Оригинальный текст (англ.)[...] I had never heard anything like that before with that style of guitar playing. We were punks and heavy metal was alien to our upbringing. And other bands we heard like Venom, Slaughter and Metallica. So we took the elements of musicianship from metal and the aggression of punk and poured it all together
— 
Чак Шульдинер из группы Death говорил, что альбом давал ему вдохновение на ранних стадиях творчества.

## Каверы
- Блэк-метал-группа Perverseraph записала кавер на песню «Chemical Warfare» для трибьют-альбома к Slayer Gateway to Hell, Vol. 2: A Tribute to Slayer[12].
- Трэш-метал группа Equinox сделала кавер на песню «Haunting the Chapel», выпустив его на том же альбоме[12].
- Мелодик дэт-метал группа At the Gates включила кавер на песню «Captor of Sin» в переиздание альбома Slaughter of the Soul[13].

## Список композиций
| №                   | Название                                                                       | Автор(ы)                   | Длительность |
| ------------------- | ------------------------------------------------------------------------------ | -------------------------- | ------------ |
| 1.                  | «Chemical Warfare»                                                             | Джефф Ханнеман, Керри Кинг | 6:02         |
| 2.                  | «Captor of Sin»                                                                | Ханнеман, Кинг             | 3:29         |
| 3.                  | «Haunting the Chapel»                                                          | Ханнеман, Кинг             | 3:56         |
| 4.                  | «Aggressive Perfector» (бонус трек; ранее появлялась на Metal Massacre Vol. 3) | Ханнеман, Кинг             | 3:28         |
| Общая длительность: | Общая длительность:                                                            | Общая длительность:        | 16:55        |

## Участники записи
Slayer
- Том Арайа — вокал, бас-гитара
- Джефф Ханнеман — гитара
- Керри Кинг — гитара
- Дэйв Ломбардо — ударные

Технический персонал
- Брайан Слэйгл — исполнительный продюсер
- Энди Шрейер — мастеринг
- Рик Сэйлс — менеджмент
- Билл Метойер — звукоинженер
- Брайан Эймс — дизайн упаковки
- Винс Гутьеррес — обложка